# 内ヶ﨑茂
内ヶ﨑 茂（うちがさき しげる、1973年2月27日 - ）は、日本のコンサルタント・実業家。ＨＲガバナンス・リーダーズ株式会社代表取締役社長CEO。三菱UFJ信託銀行 執行役員。経済産業省のコーポレートガバナンス・システム研究会における提言、日本経済団体連合会のコーポレートガバナンス検討部会への参画、日経SDGs/ESG会議での講演など、昨今のコーポレートガバナンス改革の潮流をリード。毎年、早稲田大学大学院経営管理研究科（WBS）において「コーポレートガバナンス」をテーマとして講義。2024年9月より、経済産業省「『稼ぐ力』の強化に向けたコーポレートガバナンス研究会」に委員として参加。 

## 人物
早稲田大学大学院法学研究科修士課程修了、早稲田大学大学院商学研究科修士課程修了。大学卒業後、有斐閣の編集者として現会社法の制定過程に触れ、株式会社のあるべきガバナンスの追求に目覚める。
2008年、三菱UFJ信託銀行に入社。証券代行部、フロンティア戦略企画部、法人コンサルティング部、HR戦略コンサルティング部で新しい部の創設や新規コンサルティングサービスやソリューションプロダクトの開発など、信託銀行として新たなビジネス領域を創造し、エクセレントカンパニーのボードアドバイザリー業務に携わる。
2020年、HRガバナンス・リーダーズ株式会社代表取締役社長CEO に就任。企業のサステナビリティ経営を実現するため、ヒト・組織・カルチャーやサステナビリティ・戦略を中心としたHRガバナンスに関するコンサルティングを専門に行う。実は「入行した翌日には、会社を立ち上げたいと決意していた」。
2022年、三菱UFJ信託銀行 執行役員に就任。

## 著書など
- 『サステナビリティ情報開示ハンドブック』（日経BP、2023年7月）
- 『経営者が語る 成長の源泉 ESG経営』（日経BP、2023年6月）
- 『サステナビリティ委員会の実務』（商事法務、2022年8月）
- 『サステナビリティ・ガバナンス改革』 (日本経済新聞出版、2021年12月）
- 『役員報酬改革論 [増補改訂第2版]』 (商事法務、2018年11月）
- 「有価証券報告書におけるサステナビリティ情報の開示状況（TOPIX100構成銘柄）」（月刊資本市場470号)
- 「プロフェッショナル経営者とトップマネジメントチーム」（証券アナリストジャーナル2024年7月号）
- 「導入状況と保有スキルの分析にみる日本企業のCxOの現在地」（企業会計2024年7月号）
- 「2023年サーベイ結果から解き明かす『指名ガバナンスと取締役会の現在と未来』」（ビジネス法務2024年5月号）
- 「日本企業の経営者報酬ガバナンスの現状と進むべき方向性」（月刊資本市場2024年3月号）
- 「2023年経営者報酬制度の設計・開示状況を紐解く」（商事法務2348号[2024/1/29]）
- 「有価証券報告書の改正を受けた日本企業の対応状況と今後の示唆」（月刊資本市場458号)
- 「経営者報酬ガバナンス改革の方向性―2022年サーベイ結果をもとに」(企業会計75巻5号～6号[2023年5月号,6月号])
- 「日本企業の指名ガバナンスの実態をひも解く―2022年サーベイ結果をもとに」 （ビジネス法務2023年5月号)
- 「国内外の最新潮流を踏まえた報酬ガバナンスの進むべき方向性」 （商事法務2316号[2023/1/25])
- 「トップマネジメントチーム改⾰とコーポレートガバナンス」（RIETI Discussion Paper Series 22-J-036）
- 「人財価値を最大化する人的資本経営の実践が企業価値向上の原動力に」（IR-COM2022年9-10月号）
- 「経営者報酬ガバナンス改革の方向性-2021年サーベイ結果をもとに　望ましい報酬プラクティスを実現するための理想の報酬ガバナンスとは」(Accounting企業会計74巻7号[2022年6月号])
- 「未来からバックキャストで描くパーパス経営」 (海外投融資[2022年5月号])
- 「『人的資本経営』を起点とした『ミッション』の展開」 (商事法務2294号[2022/5/5-15合併号])
- 「経営者報酬ガバナンス改革の方向性-2021年サーベイ結果をもとに」 (Accounting企業会計74巻6号)
- 「統合報告書がもっとよくなる！投資家の着眼点」 (Accounting企業会計74巻5号)
- 「指名ガバナンス改革の方向性-2021年サーベイ結果をもとに（下） 望ましい取締役会を実現するための理想の指名ガバナンスとは」(ビジネス法務22巻5号[2022年5月号])
- 「企業価値高める経営を　サステナビリティ・ガバナンス改革への処方箋」 (日経ESG[2022年4月号])
- 「指名ガバナンス改革の方向性-2021年サーベイ結果をもとに（上） 指名ガバナンスの実態と改革のための提言」(ビジネス法務22巻4号[2022年4月号])
- 「2021年経営者報酬制度の設計・開示状況の傾向と分析」 (商事法務2282号[2021/12/25])
- 「わが国における従業員株式報酬制度普及に向けた課題と展望」 (商事法務2275号[2021/10/5])
- 「人財・知財を統合する『インタンジブルズ・ガバナンス』構築への提言」 (商事法務2271号[2021/8/25])
- 「強靭な取締役会」 (月刊監査役723号[2021年7月号])
- 「経営者報酬ガバナンス改革の方向性――2020年サーベイ結果をもとに（上）(下）」 (企業会計73巻7号～8号[2021年7月号,8月号])
- 「取締役スキルの現状分析と取締役会スキル・マトリックスのあり方」 (商事法務2254号[2021/2/15])
- 「日本企業のトップマネジメントチーム・取締役改革の方向性」 (商事法務2253号[2021/2/5])
- 「サステナビリティガバナンスとサステナビリティ委員会」 (証券アナリストジャーナル59巻2号[2021年2月号])
- 「2020年経営者報酬制度の設計・開示状況の傾向と分析」 (商事法務2249号[2020/12/15])
- 「サステナビリティ委員会の先端実務と諸論点（上）（中）（下）」 (商事法務2249～2250号[2020/12/5,12/15])
- 「日経500社における経営者報酬制度の設計・開示状況-2020年9月日経500銘柄採用企業」 (資料版商事法務440号[2020/12/2])
- 「欧米の役員トレーニングの現状と日本への示唆」 (商事法務2247号[2020/11/25])
- 「先端事例に学ぶサステナビリティ・ガバナンス」 (企業会計72巻9号[2020年9月号])
- 「報酬ガバナンス・コーポレートガバナンスと経営者報酬-経営者報酬サーベイ結果から-」 (商事法務2238号[2020/8/5])
- 「『サステナビリティ・ガバナンス』の重要性と欧米における先端実務」 (商事法務2237号[2020/7/25])
- 「上場会社を取り巻くガバナンス法制等の最新動向と先端実務」 (商事法務2237号[2020/7/25])
- 「欧米諸国におけるコーポレートガバナンス・スチュワードシップの進展――日本の進むべき方向性とは」 (商事法務2235号[2020/7/5])
- 「2019年経営者報酬サーベイ結果の傾向と分析」 (資料版商事法務436号[2020年7月号])
- 「経営者報酬ガバナンスの進化・深化に向けて」 (マネジメントトレンド25号[2019/10/9])
- 「英国企業の取締役会およびトップマネジメントチームにおける多様性戦略 (上)(下)」 (商事法務2209号[2019/9/15], 2211号[2019/10/5])
- 「英国企業の経営者報酬における業績評価指標選択の留意点」 (商事法務2204号[2019/7/15])
- 「英国企業の経営者報酬プラクティスの実態と日本企業への示唆」 (商事法務2202号[2019/6/25])
- 「経営者報酬における業績評価指標選択の留意点」 (商事法務2148号[2017/11/5])
- 「米国の経営者報酬ポリシーの実態と日本への示唆 (上)(下)」 (商事法務2139～2140号[2017/7/15,7/25])